# Ché Adams
Ché Zach Everton Fred Adams (* 13. Juli 1996 in Leicester) ist ein englisch-schottischer Fußballspieler, der seit Juli 2024 beim FC Turin in der Serie A unter Vertrag steht. Er kann in der Offensive sowohl als Mittelstürmer als auch auf dem Flügel eingesetzt werden.

## Vereinskarriere

### Anfänge im Amateurfußball
Der in Leicester geborene Adams begann mit dem Fußballspielen bei den Highfield Rangers, einem lokalen Amateurverein. Mit sieben Jahren wechselte er in die Jugendakademie von Coventry City, wo er 2010 mit 14 entlassen wurde. Danach spielte er für den FC St Andrews in Leicester, bevor er 2012 sich der Jugend Oadby Towns anschloss. Bereits nach kurzer Zeit wurde er dort in die Herrenmannschaft befördert. In der Saison 2012/13 bestritt der 16-jährige Adams 33 Spiele in der United Counties League, eine Division der neunten Ligaebene Englands, in denen er fünf Tore erzielte. 2013 zog es ihn weiter in die Jugendabteilung des FC Ilkeston in die siebtklässige Northern Premier League. In der ersten Mannschaft Ilkestons debütierte er am 13. Oktober 2013 gegen Stocksbridge Park Steels. Am 5. April erzielte er sein erstes Tor in einem Spiel gegen Ashton United. Nach starken Leistungen zu Beginn der Saison 2014/15 unterschrieb Adams einen Einjahresvertrag bei Ilkeston. In den folgenden Spielen bewies Adams, dass er zu stark für Englands Provinzfußball war und nach furiosen Leistungen im Trikot Ilkestons saßen Ende Oktober 2014 bereits 45 Scouts auf den Rängen des New Manor Grounds um Adams Spielen zu sehen. Zu dieser Zeit konnte er bereits neun Tore und elf Vorlagen vorweisen.

### Sheffield United
Am 14. November 2014 unterschrieb Ché Adams bei Sheffield United in der drittklassigen Football League One einen Zweijahresvertrag. Ihm lagen auch Angebote von Premier-League-Vereinen vor, er entschied sich letztendlich jedoch für die Blades. Über die Ablösesumme wurde Stillschweigen vereinbart. Sein Debüt für Sheffield bestritt er am 16. Dezember 2014 im League-Cup-Viertelfinale gegen den FC Southampton, in dem er in der Halbzeitpause eingewechselt wurde. Das Spiel wurde sensationell 1:0 gewonnen und Sheffield zog ins Halbfinale ein. Bereits vier Tage später debütierte Adams in der Liga gegen den FC Walsall, in welchem er starten durfte. Das Halbfinal-Hinspiel im League Cup gegen Tottenham Hotspur ging auswärts 0:1 verloren. Im Rückspiel in der heimischen Bramall Lane erzielte Adams, nur drei Minuten nach seiner Einwechslung in der 74. Minute Adams, bereits den 1:1-Ausgleich. Nur zwei Minuten später besorgte er das 2:1 und konnte das Spiel somit drehen. Christian Eriksen traf jedoch in der Schlussphase zum 2:2 und Sheffield schied aus dem Pokal aus. Im Verlauf der Saison 2014/15 kam Adams auf 13 Pflichtspieleinsätze für Sheffield.
In der folgenden Saison 2015/16 gelang ihm sein erstes Ligator für Sheffield United, als er am 15. August 2015 beim 2:0-Heimsieg gegen den FC Chesterfield beide Treffer erzielte. Zehn Tage später unterzeichnete er einen neuen Dreijahresvertrag bei den Blades. Auch gegen den AFC Rochdale und Fleetwood Town konnte er jeweils einen Doppelpack schnüren. Er stieg im Verlauf der Saison zum unumstrittenen Stammspieler in der Sturmspitze auf. Er beendete die Saison mit zwölf Toren und fünf Vorlagen in 41 Einsätzen und wurde von der Zeitung Sheffield Star als Sheffields Junger Spieler des Jahres benannt.

### Birmingham City

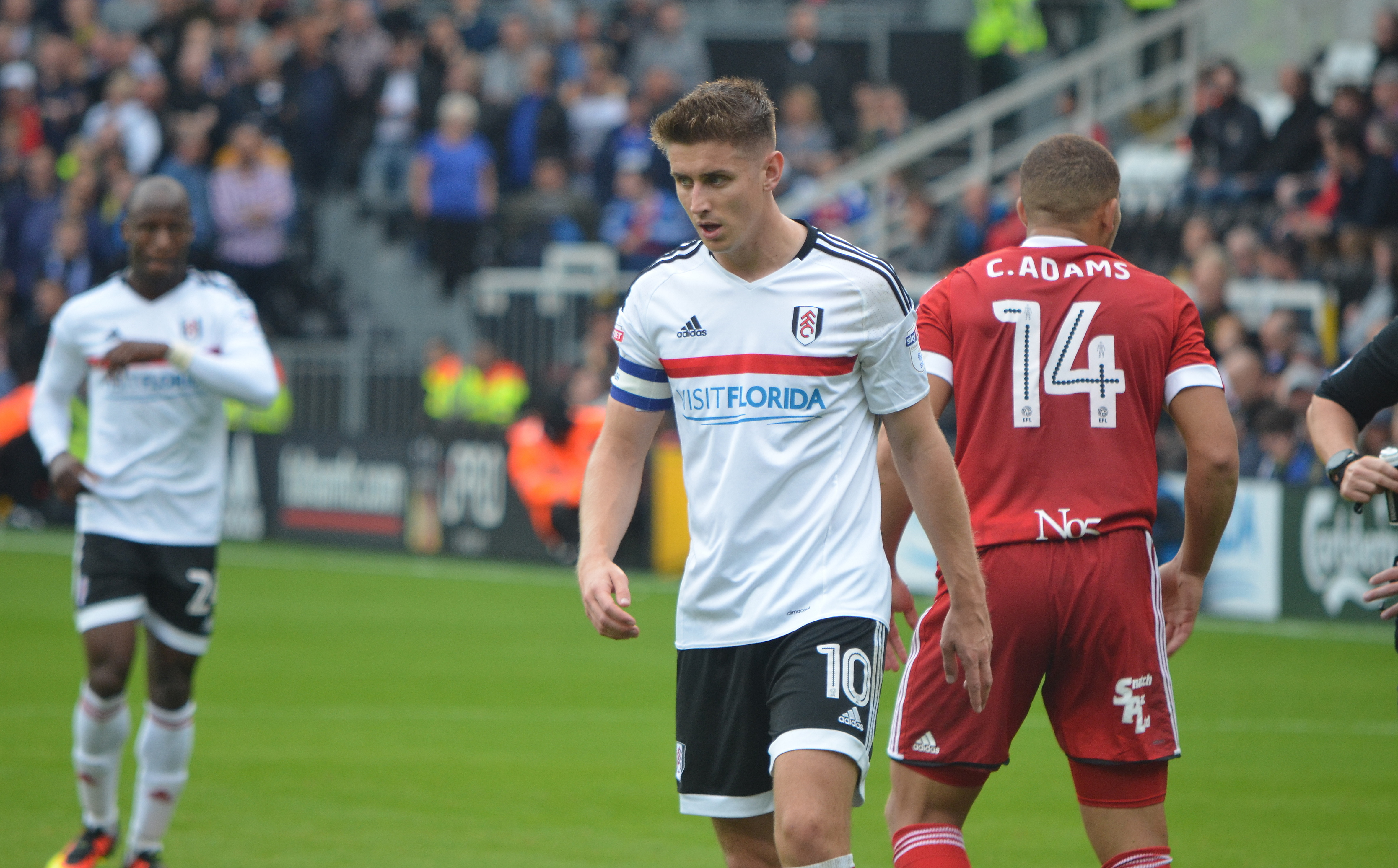
Adams (im roten Trikot) im Jahr 2016

Trotz immenser Transferspekulationen seitens der Medien stand Adams im ersten Ligaspiel der Saison 2016/17 in der Startformation Sheffields. Nach dem Spiel wurde jedoch sein Wechsel zum Zweitligisten Birmingham City bekanntgegeben. Die Ablösesumme für den Stürmer soll sich auf geschätzte zwei Millionen Pfund belaufen haben. Adams bestritt sein Debüt für das Team von Trainer Gary Rowett am 16. August 2016, als er im Spiel gegen Wigan Athletic in der zweiten Halbzeit eingewechselt wurde. Seinen ersten Einsatz in der Startelf absolvierte er im nächsten Spiel gegen die Wolverhampton Wanderers. Bei der 1:3-Heimniederlage erzielte Adams die zwischenzeitliche 1:0-Führung. Bereits in seiner ersten Saison 2016/17 bei Birmingham etablierte sich Adams als Stammspieler im Team von Birmingham. Auch Trainerwechsel während der Saison änderten nichts an seiner Rolle. Er erzielte sieben Tore in 40 Ligaspielen und bereitete sechs weitere vor. Am Ende der Spielzeit wurde er zu Birmingham Citys bestem jungen Spieler der Saison gekürt.
Adams wurde im Sommer 2017 von diversen Premier League und Championship-Vereinen umworben. Unter anderem sollen ein 3-Millionen-Pfund-Angebot von Derby County, dem neuen Team von Gary Rowett, und eine 5-Millionen-Offerte vom FC Fulham abgelehnt worden sein. Am letzten Tag der Sommertransferperiode soll Fulham das Angebot auf zehn Millionen Pfund verdoppelt haben, scheiterte aber erneut. Als Reaktion auf die Angebote im Sommer verlängerte Birmingham im September den Vertrag mit Adams um fünf Jahre. Dieser begann die Saison 2017/18 bei einem 5:1-Pokalsieg gegen Crawley Town mit dem ersten Hattrick seiner Profikarriere. Er verletzte sich jedoch innerhalb weniger Wochen an beiden Achillessehnen. Die Saison beendete der Stürmer mit neun Toren und zwei Vorlagen in 33 Pflichtspielen. Mit Birmingham entkam Adams auf dem 20. Platz stehend nur knapp dem Abstieg in die League One.
In der folgenden Spielzeit 2018/19 verzeichnete er einen markanten Leistungssprung. Adams wechselte endgültig auf die Position des Mittelstürmers und erzielte nun bedeutend mehr Tore als in den vorherigen Saisons. Beim 3:3-Unentschieden zuhause gegen Hull City am 10. November 2018 besorgte er etwa alle drei Tore für seine Mannschaft, was ihm bis dato noch in keinem Ligawettbewerb gelungen war. In allen vier Ligaspielen im Januar 2019 erzielte er jeweils ein Tor. In seinem 100. Ligaspiel im Trikot Birminghams am 2. Februar gegen Nottingham Forest setzte Adams diese Serie fort und traf beim 2:0-Heimsieg einmal. Beim 4:3-Auswärtssieg gegen die Queens Park Rangers traf der Angreifer erneut dreimal. Seine Leistungen im Februar wurden mit der Auszeichnung Spieler des Monats gewürdigt. Am Ende der Saison war Adams mit 22 Toren und fünf Vorlagen der siebtbeste Scorer in der Liga.

### FC Southampton
Nach drei Jahren im Trikot des Zweitligisten wagte Ché Adams zur Saison 2019/20 den Schritt in die Premier League, wo er beim FC Southampton einen Fünfjahresvertrag unterzeichnete. Als Ablöse für den variablen Offensivspieler überwies der Verein aus dem Süden Englands eine Summe in Höhe von 16,7 Millionen Euro. Am 10. August 2019 (1. Spieltag) debütierte er bei der 0:3-Auswärtsniederlage gegen den FC Burnley im Trikot der Saints.

### FC Turin
Im Juli 2024 wechselte er zum FC Turin und unterschrieb dort einen Vertrag bis 2027.

## Nationalmannschaft
Aufgrund seines antiguanischen Vaters war Ché Adams auch für die Nationalmannschaft Antigua und Barbudas spielberechtigt. Im Oktober 2014 wurde er eingeladen mit der Nationalmannschaft des karibischen Inselstaates an der Qualifikation zum Caribbean Cup 2014 teilzunehmen, lehnte das Angebot jedoch ab. Im September 2015 wurde er in Englands U-20-Nationalmannschaft einberufen. Sein Debüt bestritt er am 5. September gegen Tschechien, als er in der zweiten Halbzeit für Tyler Walker eingewechselt wurde. Adams ist darüber hinaus durch die Eltern seiner Mutter für Schottland spielberechtigt. 2017 wurde er von der Scottish Football Association erstmals angesprochen, zunächst für die schottische U21 und später in der A-Nationalmannschaft zu spielen, das er aber zu diesem Zeitpunkt ablehnte. Im März 2021 wurde Adams erstmals in den Kader der A-Nationalmannschaft von Trainer Steve Clarke für die anstehenden WM-Qualifikationsspiele gegen Österreich, Israel und die Färöer berufen. Er gab sein Debüt am 25. März 2021 gegen Österreich, als er beim 2:2-Unentschieden in der zweiten Halbzeit für Stuart Armstrong eingewechselt wurde. Zur Fußball-Europameisterschaft 2021 wurde er in den schottischen Kader berufen, kam aber mit diesem nicht über die Gruppenphase hinaus.